# Saint-Rémy (Calvados)
Saint-Rémy é uma comuna francesa na região administrativa da Normandia, no departamento de Calvados. Estende-se por uma área de 7,52 km². Em 2010 a comuna tinha 1 011 habitantes (densidade: 134,4 hab./km²).